# Вайкики
Вайкики́ (гав. Waikīkī, англ. Waikiki ) — гавайский исторический туристический и культурный центр в городе Гонолулу с пляжем, на острове Оаху.
Туристическая и историческая достопримечательность, морской курорт и прибрежный район Гонолулу.

## Этимология
На гавайском языке Вайкики означает «струящаяся свежая вода», по названию ключей и ручьёв, подпитывающих болотистую местность, отделившую Вайкики от остального острова.

## Район и пляж
Район города Гонолулу находится на острове Оаху, на побережье Тихого океана.
Здесь расположены многочисленные отели и исторический пляж Вайкики-Бич.
Этот приморский климатический курорт особенно популярен у туристов зимой

## Фото
Виды Вайкики:

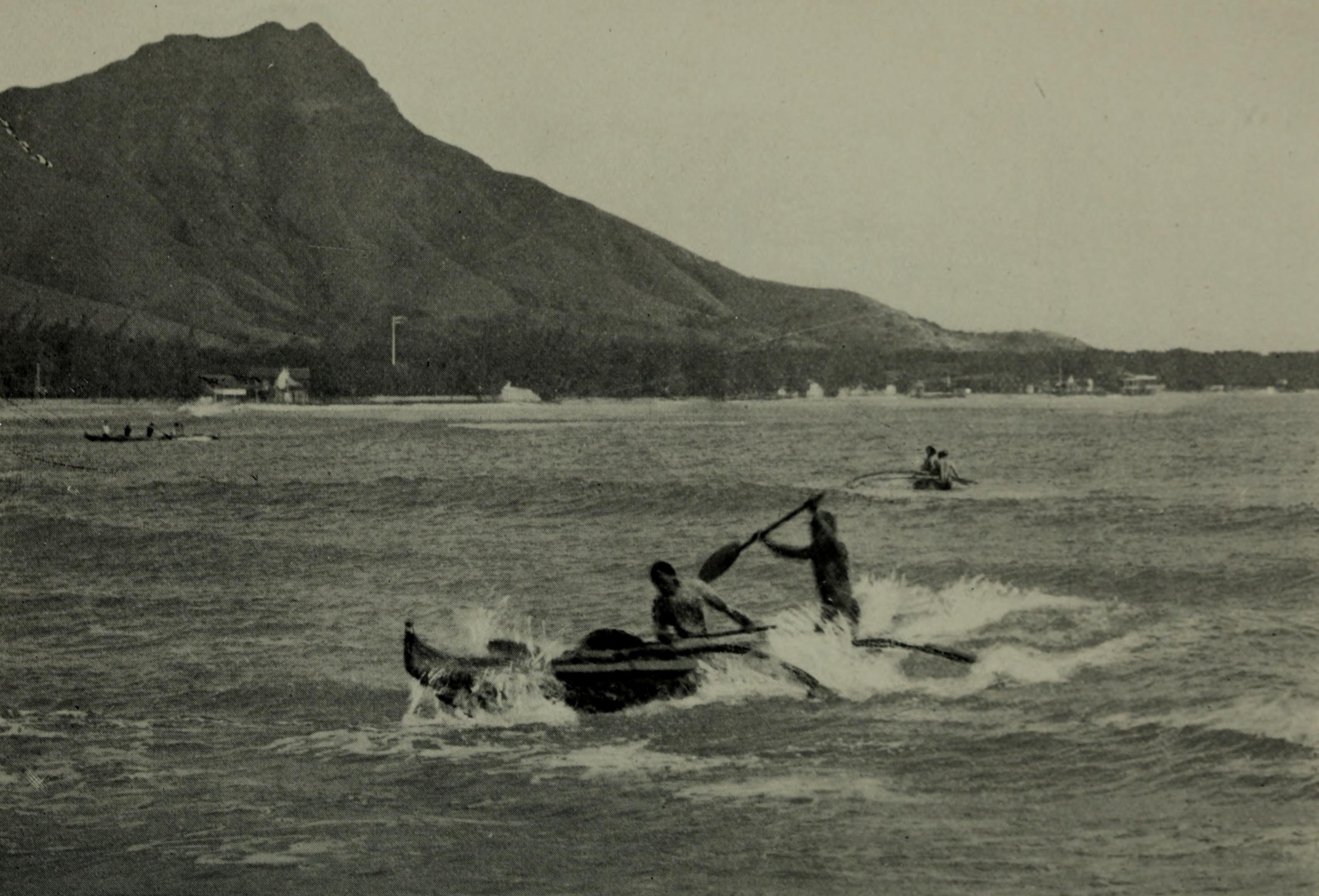
1898 год
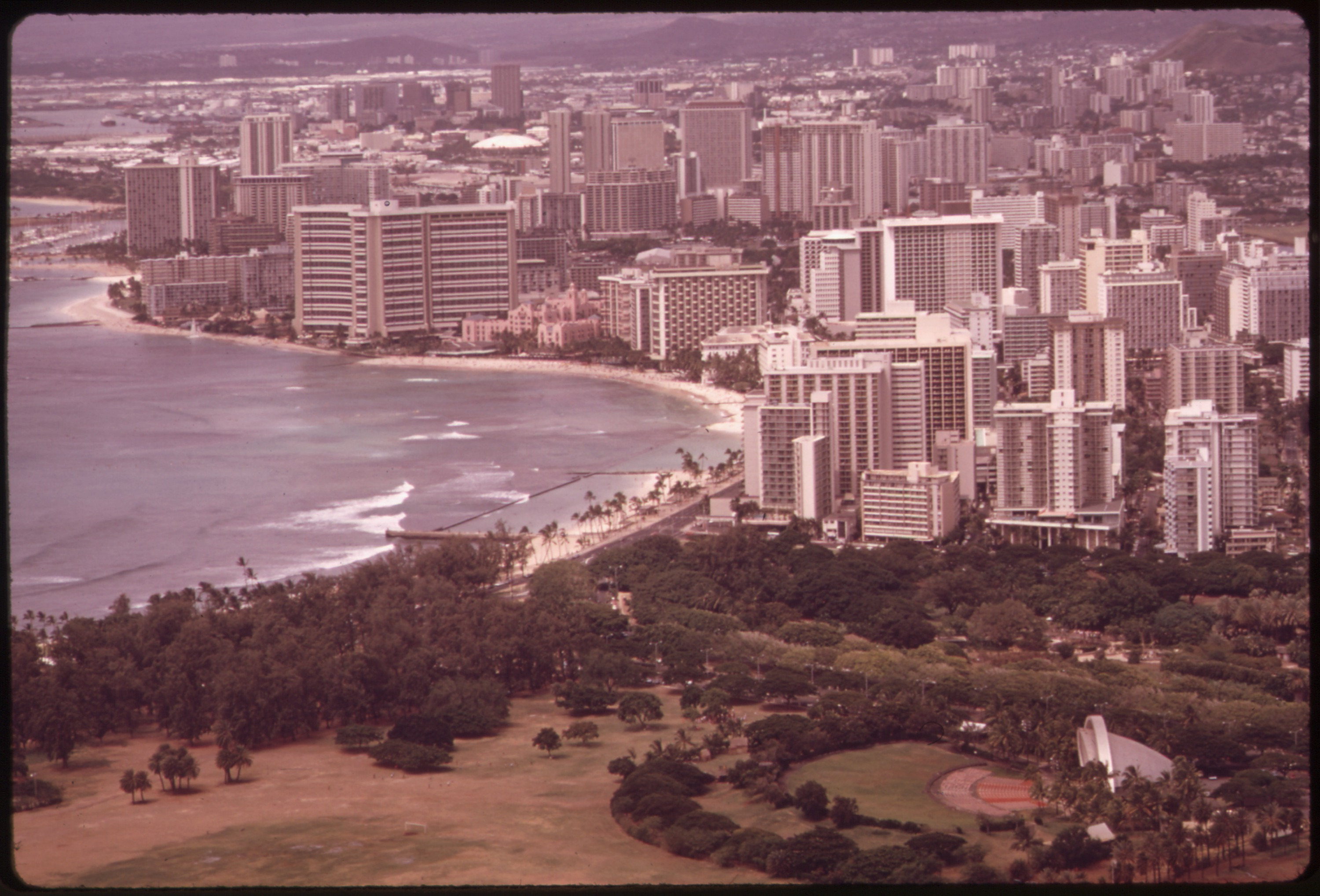
1973 год
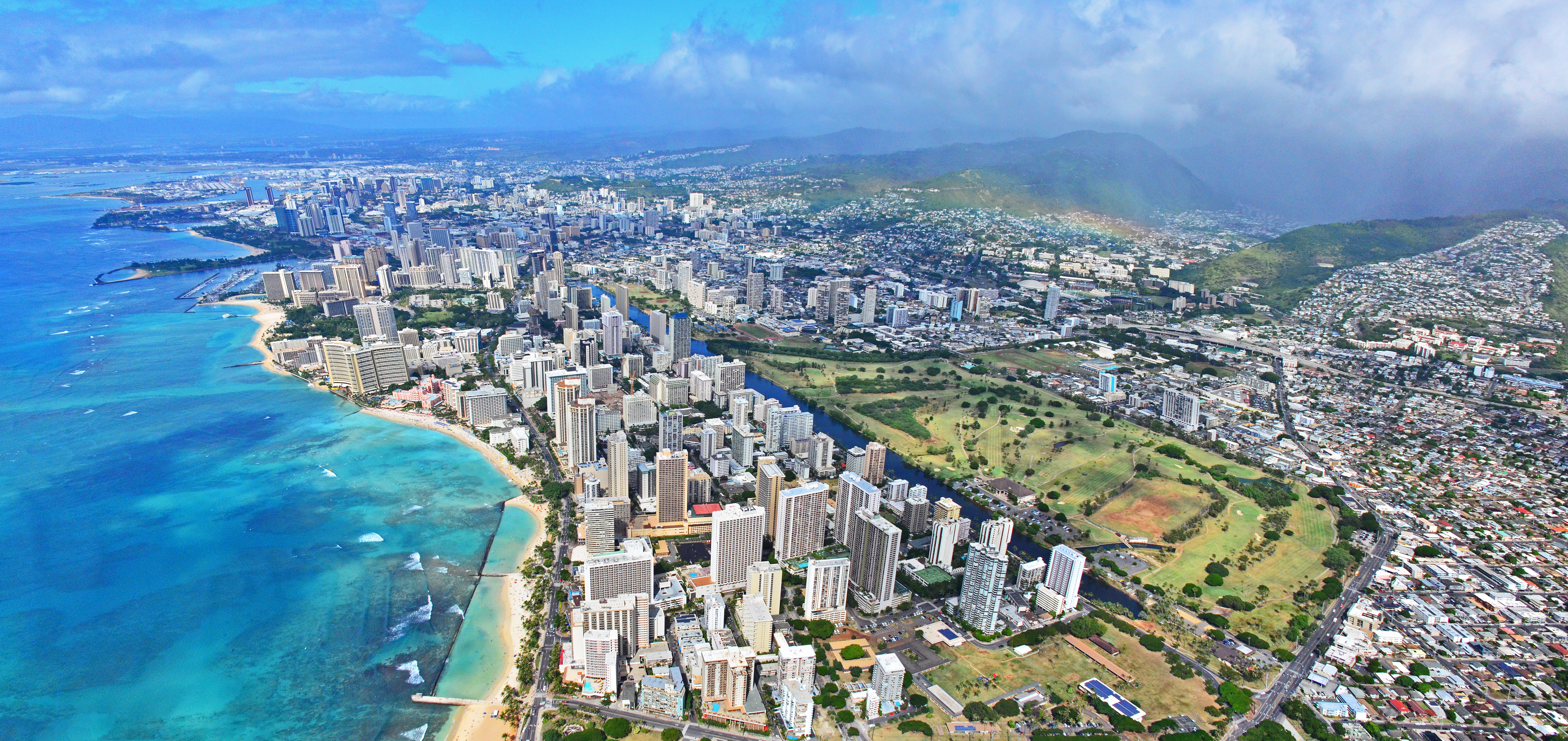
2014 год
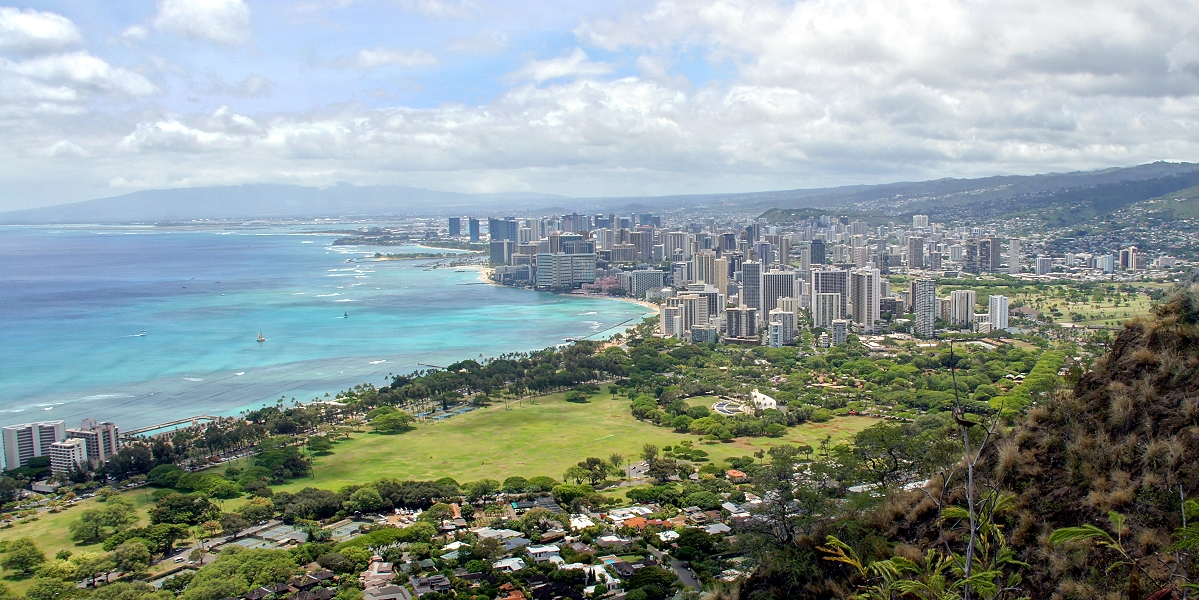
2017 год
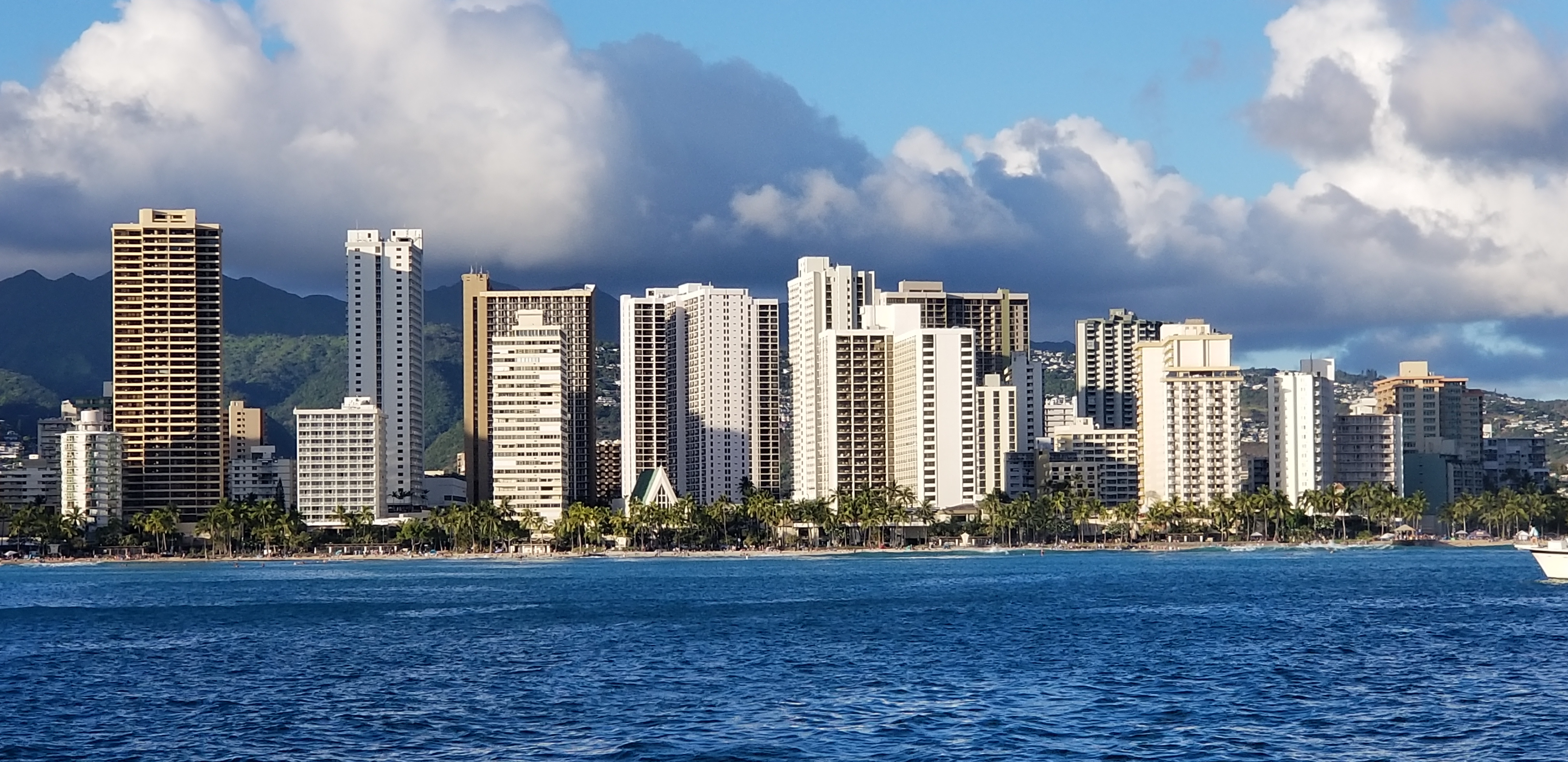
2021 год